# Mistrovství Československa v krasobruslení 1958
Mistrovství Československa v krasobruslení 1958 se konalo 18. ledna a 19. ledna 1958 v Praze.
Do závodu bylo přihlášeno 7 mužů, 15 žen a 6 dvojic.

## Medaile
| Kategorie      | Zlato                          | Zlato  | Stříbro                      | Stříbro | Bronz                    | Bronz  |
| Muži           | Karol Divín                    | 938,3  | Pavel Fohler                 | 816,3   | Jaromír Holan            | 808,7  |
| Ženy           | Jindra Kramperová              | 1297,2 | Jana Dočekalová              | 1250,1  | Jitka Hlaváčková         | 1224,1 |
| Sportovní páry | Věra Suchánková Zdeněk Doležal | 80,5   | Hana Dvořáková Karel Vosátka | 77,6    | Eva Romanová Pavel Roman | 72,8   |

- čísla udávají celkový počet bodů